# Allylbenzeen
Allylbenzeen of 3-fenylpropeen is een aromatische organische verbinding met als brutoformule C9H10. Allylbenzeen is een lichtgele vloeistof. Allylbenzeen kan spontaan isomeriseren tot trans-bèta-methylstyreen.

## Synthese
Allylbenzeen wordt onder meer geproduceerd als bijproduct bij stoomkraken.

## Veiligheid
Allylbenzeen is een licht ontvlambare stof. De stof werkt irriterend voor de luchtwegen, huid en ogen. Als de stof ingeslikt wordt en in de luchtwegen terecht komt, kan dit dodelijk zijn.

## Toepassingen
Allylbenzeen derivaten zoals Eugenol en Isoeugenol kennen een medisch toepassing als medicijn.